# Брук, Генри, 11-й барон Кобем
Генри Брук (англ. Henry Brooke; 22 ноября 1564 — 24 января 1618, Лондон, Королевство Англия) — английский аристократ, 11-й барон Кобем с 1597 года, рыцарь Бани, кавалер ордена Подвязки. В 1603 году был обвинён в причастности к католическому заговору и приговорён к смерти вместе с Томасом Греем, 15-м бароном Греем из Уилтона. Всю оставшуюся жизнь провёл в заключении.

## Биография
Генри Брук родился 22 ноября 1564 года в семье Уильяма Брука, 10-го барона Кобема, и его жены Фрэнсис Ньютон. В 1589 году он был избран депутатом Палаты общин от графства Кент, где располагались многие поместья Бруков. В 1593 году Генри представлял в палате Гедон — маленький город в Йоркшире, связь которого с его семьёй остаётся неясной. После смерти отца в 1597 году он унаследовал семейные владения и баронский титул, а также был назначен, несмотря на свою непопулярность в графстве, лордом-лейтенантом Кента и лордом-смотрителем Пяти портов. Ключевую роль здесь сыграла помощь Роберта Сесила, женатого на сестре Брука: он отстоял кандидатуру шурина в пику креатуре Роберта Деверё, 2-го графа Эссекса. Последний с этого момента считал Кобема своим врагом, но тот пользовался благосклонностью королевы. Елизавета сделала Брука рыцарем Бани, а в 1599 году — кавалером ордена Подвязки. Сэр Генри был одним из тех придворных, чьё влияние на Елизавету Эссекс хотел нейтрализовать, поднимая в 1601 году своё восстание. Однако эта акция закончилась поражением, граф был казнён.
После смерти Елизаветы в 1603 году в жизни Брука всё изменилось. Новый король Яков I Стюарт благоволил друзьям Эссекса и не любил его врагов во главе с Уолтером Рэли. Брат барона Джордж Брук оказался причастен к католическому заговору (в нём участвовали также Томас Грей, 15-й барон Грей из Уилтона, Гриффин Маркем и другие), и на сэра Генри тоже пало подозрение. Следствие решило, что барон вёл с испанским посланником тайные переговоры о возведении на английский престол Арабеллы Стюарт — двоюродной сестры Якова. В июле сэр Генри был арестован, в Тауэре он дал признательные показания и назвал в числе своих сообщников Уолтера Рэли. Последний 17 ноября 1603 предстал перед судом и показал судьям записку, в которой Кобем дезавуировал свои обвинения; но те, уверенные в виновности Рэли, всё же приговорили его к смерти как изменника.
На следующий день Кобем и Грей предстали перед судом пэров. Они заявили о своей невиновности, но всё же были приговорены к смерти и 10 декабря взошли на эшафот вместе с Гриффином Маркемом. Сэр Генри, согласно воспоминаниям современников, вёл себя мужественно. В последний момент было объявлено об отсрочке казни, и осуждённые вернулись в тюрьму. Последующие годы Брук оставался в Тауэре. Его владения были конфискованы, но король выделял на содержание узника 100 фунтов в год. Во время своего долгого заключения барон часто писал Роберту Сесилу и королю, умоляя об освобождении и заявляя, что предпочёл бы смерть тюрьме. Когда здоровье сэра Генри ухудшилось, ему разрешили съездить в Бат для лечения (сентябрь 1617). На обратном пути его разбил паралич, в июле 1618 года он получил разрешение отправиться в любую точку королевства с обязательством вернуться до праздника всех святых. Барон Кобем умер 24 января 1619 года в доходном доме недалеко от Тауэра. Тело долго лежало непогребённым, так как родственники умершего полагали, что похороны должна оплатить корона.

## Семья и наследство
Сэр Генри был женат на Фрэнсис Говард, дочери Чарльза Говарда, 1-го графа Ноттингема, и Кэтрин Кэри, вдове Генри Фицджеральда, 12-го графа Килдэра. Этот брак остался бездетным. Баронесса бросила мужа, как только он оказался в опале, и отказалась о нём заботиться, хотя обладала большим состоянием. Король, по-видимому, разрешил ей оставить за собой Кобэм-холл; он навестил там баронессу в 1622 году.
Наследником сэра Генри стал его племянник Уильям, сын казнённого Джорджа. В 1610 году он был восстановлен в правах, но баронского титула не получил. В 1645 году Карл I пожаловал титул барона Кобема Джону Бруку, двоюродному брату Уильяма.